# Metello Bichi
Metello Bichi (Siena, 1541 - Roma, 14 de junho de 1619) foi um cardeal do século XVII

## Biografia
Nasceu em Siena em 1541. De uma família nobre. Filho de Alessandro Bichi e Porzia Ghini Bandinelli. Tio do Cardeal Alessandro Bichi (1633). Outros cardeais da família foram Antonio Bichi (1657); Carlo Bichi (1690); e Vincenzo Bichi (1731).
Obteve o doutorado em utroque iure , tanto em direito canônico quanto em direito civil, na Universidade de Siena..
Leitor de instrução , Siena, 1580-1582. Foi a Roma e foi recebido por Orazio Borghese, auditor da Câmara Apostólica. Camillo Borghese, futuro Papa Paulo V, recomendou-o para o episcopado..
Eleito bispo de Sovana, com dispensa de ainda não ter recebido as ordens sagradas, em 15 de janeiro de 1596. Consagrado, domingo, 18 de fevereiro de 1596, em Roma, pelo cardeal Alessandro de' Medici, auxiliado por Matteo Sanminiato, arcebispo de Chieti, e por Cristóbal Sentmanat y Robustiero, bispo de Orihuela. Na mesma cerimônia foi consagrado Alessandro Marzo de' Medici, bispo de Fiesole. Auditore Santissimi , 1605-1612. Cubiculario , 1605-1619. Renunciou ao governo da diocese de Sovana antes de 12 de junho de 1606, e foi para Roma chamado pelo novo Papa Paulo V. Abade de S. Maria de Crespino, diocese de Faenza, 1611. Cônego da basílica patriarcal do Vaticano. Relator do SC da Sagrada Consulta ..
Criado cardeal sacerdote no consistório de 17 de agosto de 1611; recebeu o chapéu vermelho em 20 de agosto de 1611; e o título de S. Alessio em 12 de setembro de 1611. Abade de S. Fortunato, 1612. Promovido à sé metropolitana de Siena, 17 de dezembro de 1612. Renunciou ao governo da arquidiocese antes de 23 de março de 1615..
Morreu em Roma em. 14 de junho de 1619. Enterrado em seu título, S. Alessio.